# Męska rozgrywka
Męska rozgrywka (hangul: 맨투맨, ang. Man to Man) – południowokoreański serial telewizyjny emitowany na antenie JTBC. Serial emitowany był od 21 kwietnia do 10 czerwca 2017 roku, w piątki i soboty o 23:00, liczy 16 odcinków. Główne role odgrywają w nim Park Hae-jin, Park Sung-woong, Kim Min-jung, Chae Jung-an i Yeon Jung-hoon.

## Obsada

### Główna
- Park Hae-jin jako Kim Seol-woo
- Park Sung-woong jako Yeo Woon-gwang
- Kim Min-jung jako Cha Do-ha
- Chae Jung-an jako Song Mi-eun
- Yeon Jung-hoon as Mo Seung-jae

### Drugoplanowa
- Kim Byung-se jako Cha Myeong-seok
- Kim Bo-mi jako Park Song-i
- Kim Hyun-jin jako sekretarka Jang
- Jeon Kook-hwan jako Mo Byung-do
- Lee Min-ho jako Mo Jae-young

NIS
- Jang Hyun-sung jako Jang Tae-ho
- Kang Shin-il jako Im Suk-hoon, dyrektor NIS
- Jeong Man-sik jako Lee Dong-hyun
- Kim Jong-goo jako Robert Yoon

Chewing Entertainment
- Lee Si-eon jako Ji Se-hoon
- Oh Hee-joon jako Yang Sang-sik, główny menadżer Woon-gwanga
- Han Ji-seon jako Choi Seol-a, stylistka
- Lee Ah-jin jako Son Jung-hye, makijażystka

Baek Corporation
- Cheon Ho-jin jako prawodawca Baek
- Tae In-ho jako Seo Ki-chul
- Moon Jae-won jako Yong Jae-min, lider zespołu
- Jeong Man-sik jako Lee Dong-hyun

W pozostałych rolach
- David Lee McInnis jako Petrov, oficer rosyjski
- Oh Na-ra jako Sharon Kim
- Shin Joo-a jako Pi Eun-soo
- Lee Jun-hyeok jako dyrektor Lee Hyuk-joon
- ?? jako dyrektor Yoo Kyung-soo

## Emisja za granicą
Firma Netflix nabyła wyłączne prawa międzynarodowej emisji serialu. Kolejne odcinki udostępniane były w dniu ich premiery w Korei Południowej. Serial dostępny jest z napisami w ponad dwudziestu różnych językach, w tym polskim.

## Oglądalność
| No. | Data emisji | Oglądalność | Oglądalność |
| No. | Data emisji | TNmS        | AGB Nielsen |
| --- | ----------- | ----------- | ----------- |
| 1   | 2017.04.21  | 4,055%      | 3,6%        |
| 2   | 2017.04.22  | 4,074%      | 4,1%        |
| 3   | 2017.04.28  | 2,527%      | 2,4%        |
| 4   | 2017.04.29  | 3,462%      | 3,0%        |
| 5   | 2017.05.05  | 3,229%      | 2,4%        |
| 6   | 2017.05.06  | 2,452%      | 2,8%        |
| 7   | 2017.05.12  | 3,289%      | 3,7%        |
| 8   | 2017.05.13  | 4,028%      | 3,7%        |
| 9   | 2017.05.19  | 2,988%      | 2,5%        |
| 10  | 2017.05.20  | 2,356%      | 3,0%        |
| 11  | 2017.05.26  | 2,828%      | 2,9%        |
| 12  | 2017.05.27  | 3,290%      | 3,0%        |
| 13  | 2017.06.02  | 2,498%      | 2,5%        |
| 14  | 2017.06.03  | 3,092%      | 3,4%        |
| 15  | 2017.06.09  | 2,601%      | 2,8%        |
| 16  | 2017.06.10  | 4,022%      | 3,9%        |